# Minuskel 52
Minuskel 52 (in der Nummerierung nach Gregory-Aland), ε 345 (von Soden) ist eine griechische Minuskelhandschrift des Neuen Testaments auf 158 Pergamentblättern (16,5 × 12,5 cm). Mittels Paläographie wurde das Manuskript auf das 13. Jahrhundert datiert.

## Beschreibung
Der Kodex enthält den vollständigen Text der vier Evangelien. Es wurde einspaltig mit je 27–30 Zeilen geschrieben. Der Kodex enthält Prolegomena, κεφαλαια, Ammonianische Abschnitte, Eusebische Kanon, Bilden, und Unterschriften.
Der griechische Text des Codex repräsentiert den Byzantinischen Texttyp und wird der Kategorie V zugeordnet.

## Geschichte
Die Handschrift gehörte dem Mönch Joasaph. William Laud erhielt die Handschrift im Jahre 1640. John Mill und Johann Jakob Griesbach  verglichen sie.
Der Kodex befindet sich zurzeit in der Bodleian Library (Laud. Gr. 3) in Oxford.